# وقتی دروغ میگی کلاغ تو را می‌کشد
وقتی دروغ میگی کلاغ تو را می‌کشد (به هندی: Jhooth Bole Kauwa Kaate) فیلمی محصول سال ۱۹۹۸ و به کارگردانی هریشیکش موکرجی است. در این فیلم بازیگرانی همچون آنیل کاپور، جوهی چاولا، آمریش پوری، ریما لاگو، انوپم کهیر ایفای نقش کرده‌اند.